# Chomyne (obwód charkowski)
Chomyne (ukr. Хомине) – wieś na Ukrainie, w obwodzie charkowskim, w rejonie kupiańskim. W 2001 liczyła 16 mieszkańców, spośród których 13 posługiwało się językiem ukraińskim, a 3 rosyjskim.